# Mistrzostwa Świata w Zapasach 1992
40. Mistrzostwa Świata w Zapasach 1992 odbyły się w mieście Villeurbanne (Francja).

## Tabela medalowa
| Lp. | Państwo           |   |   |   | Razem |
| --- | ----------------- | - | - | - | ----- |
| 1   | Chiny             | 4 | 0 | 1 | 5     |
| 2   | Wenezuela         | 2 | 0 | 0 | 2     |
| 3   | Japonia           | 1 | 6 | 1 | 8     |
| 4   | Norwegia          | 1 | 0 | 2 | 3     |
| 5   | Stany Zjednoczone | 1 | 0 | 0 | 1     |
| 6   | Rosja             | 0 | 1 | 3 | 4     |
| 7   | Chińskie Tajpej   | 0 | 1 | 1 | 2     |
|     | Francja           | 0 | 1 | 1 | 2     |

## Medale

### Kobiety

#### Styl wolny
| Konkurencja |                   |                    |                      |
| ----------- | ----------------- | ------------------ | -------------------- |
| 44 kg       | Pan Yanping       | Shōko Yoshimura    | Tatjana Karamczakowa |
| 47 kg       | Zhong Xiu’e       | Tietiej Alibiekowa | Miho Adachi          |
| 50 kg       | Patricia Saunders | Yoshiko Endo       | Martine Poupon       |
| 53 kg       | Wendy Izaguirre   | Akemi Kawasaki     | Ludmiła Popowa       |
| 57 kg       | Ryōko Sakae       | Karine Roy         | Line Johansen        |
| 61 kg       | Ine Barlie        | Kimie Hoshikawa    | Kong Yan             |
| 65 kg       | Wang Chaoli       | Wu Huei-li         | Elmira Kurbanowa     |
| 70 kg       | Xiomara Guevara   | Yayoi Urano        | Chen Chin-ping       |
| 75 kg       | Liu Dongfeng      | Mikiko Miyazaki    | Linda Holmeide       |